# .az
.az är Azerbajdzjans toppdomän. Domänen registrerades efter landets självständighet, år 1993. Den administrativa kontakten och den tekniska kontakten tillhörande ett domännamn som slutar på .az måste ha sin hemvist i Azerbajdzjan. Registreringar öppnas direkt under .az, .com.az, eller i vissa fall under begränsade huvuddomäner (.gov.az, .net.az, org.az, edu.az, info.az, pp.az, mil.az, name.az, pro.az, biz.az och co.az.). 